# Meg Cabot
 (février 2025).
Si vous disposez d'ouvrages ou d'articles de référence ou si vous connaissez des sites web de qualité traitant du thème abordé ici, merci de compléter l'article en donnant les références utiles à sa vérifiabilité et en les liant à la section « Notes et références ».
Pour les articles homonymes, voir Cabot.
Œuvres principales
- Série Journal d'une princesse

Meg Cabot, de son vrai nom Meggin Patricia Cabot, née à Bloomington le 1er février 1967, est une écrivaine américaine, autrice de romans pour adolescents et pour adultes. Elle est notamment connue pour avoir écrit la série Journal d'une princesse publiée en français à partir  de 2000, qui rencontre un succès dans de nombreux pays. Sous le pseudonyme de Patricia Cabot, elle a écrit plusieurs romances historiques.

## Biographie
Meg Cabot est née en 1967 à Bloomington, dans l'Indiana (États-Unis) où elle a grandi et fait ses études, avant de partir pour New York. Après avoir exercé différents métiers, notamment celui de directrice adjointe d’une cité universitaire de New York, elle finit par se consacrer pleinement à sa passion, l’écriture de romans. Son premier roman est une romance historique, intitulée Where Roses Grow Wild, publiée sous le pseudonyme de Patricia Cabot en 1998 (non traduite en français). Par la suite, elle utilise ce pseudonyme pour signer d’autres romances tels que L'étoile de Jaïpur (publié aux USA en 1999 et en France en 2005 dans la collection Aventures et Passions). Elle a également écrit des romans sous le nom de plume de Jenny Carroll. Meg Cabot est l’autrice d’une quarantaine de romans pour adolescents et adultes, dont beaucoup sont devenus best-sellers, traduits dans 37 pays et vendus à plus de cinq millions d’exemplaires. Elle a notamment connu un immense succès international avec sa série : Journal d'une princesse.
Meg Cabot partage désormais son temps entre New York et Key West, où elle vit avec son mari, qu’elle a épousé en 1993.

### Le Journal d'une princesse
Le premier tome de la série du Journal d'une princesse raconte l’histoire de Mia Thermopolis (de son vrai nom Amélia), adolescente new-yorkaise qui découvre qu’elle est la seule héritière du trône de Genovia, une petite principauté européenne méconnue. Sa vie va s’en trouver chamboulée, et c’est avec beaucoup d’humour et de verve qu'elle décrit sa vie, partagée entre les leçons de princesse que son insupportable grand-mère lui donne, son amour de toujours, ses cours au lycée Albert Einstein, sa vie affective ainsi que celle de ses parents (qui n'ont jamais été mariés ensemble) dans un journal. Meg Cabot a décidé de clore la série au tome 10, dans lequel Mia sera âgée de 18 ans. Les dix tomes sont parus en France :
1. La Grande Nouvelle (2000)
2. Premiers pas d’une princesse (2003)
3. Une princesse amoureuse (2003)
4. Paillettes et Courbettes (2003)
5. L'Anniversaire d’une princesse (2004)
6. Rebelle et Romantique (2005)
7. Petite fête et gros tracas (2006)
8. De l'orage dans l'air (2007)
9. Cœur brisé (2008)
10. Pour la vie (2009)
11. Le Mariage d'une princesse (2017)
12. Encore plus d’histoires de princesse (2009)
13. L'art d'être une princesse (2006)
14. Le roman d'une princesse (2009)
15. Conseils d'une princesse (2006)

Les studios Disney ont très librement adapté le premier tome sur grand écran avec Princesse malgré elle (2001), avec Anne Hathaway dans le rôle de Mia et Julie Andrews dans le rôle de la grand-mère de Mia, la princesse douairière de Genovia Mme Renaldo. Une suite, Un mariage de princesse, a été réalisée mais ne correspond à aucun des tomes. Durant les tomes 9 et 10, l'héroïne écrit, en tant que projet pour l’école, une romance historique, publiée par la suite.

### Olivia Demi-Princesse
Olivia est la demi-sœur de Mia. Elle est orpheline de mère et à le même père que Mia. Elle vit chez son Oncle et sa tante jusqu’au jour où elle apprend (en 6e) qu’elle est Princesse de Génovia. Elle rencontre alors son père et Mia et part vivre avec eux dans le palais de Génovia. On suit également ses aventures à travers son journal intime.
1. Le collège selon Olivia : Demi-Princesse (2015)
2. Le grand jour selon Olivia : Demi-Princesse (2016)

### Missing
La série des Missing raconte l'histoire d'une jeune fille, Jessica Mastriani, au lycée Ernest-Pyle dans l'Indiana. Après avoir été frappée par la foudre, elle se découvre de nouveaux pouvoirs comme celui de retrouver les personnes disparues dont elle voit l'avis de recherche tous les jours.
La série des Missing a inspiré la série Missing : Disparus sans laisser de trace.
1. Coup de foudre (When Lightning Strikes - Mars 2006)
2. Nom de code : Cassandre (Code Name Cassandra - Août 2006)
3. La Maison du crime (Safe House - Avril 2007)
4. Sanctuaire (Sanctuary - Février 2008)
5. Retrouvailles (Missing You - Août 2009)

### The Mediator
La série The Mediator raconte l'histoire d'une jeune fille nommée Susannah Simon qui voit et parle avec les morts.
1. Terre d'ombre (Shadowland - Février 2007)
2. Le Neuvième Arcane (Ninth Key - Novembre 2007)
3. Le Bal des spectres (Reunion - Septembre 2008)
4. La Fiancée des ténèbres (Darkest Hour - Septembre 2009)
5. Attraction fatale (Haunted - 25 août 2010)
6. (Twilight - Sorti de la version française indéterminée )
7. ("Querida" - Sortie annoncée aux USA en 2015)

### Avalon High
Cette série raconte l'histoire d'une bande d'ados qui sont les héros d'une prophétie et les réincarnations des Chevaliers de la Table Ronde. Pour le moment, seul le premier tome a été traduit en français. Un téléfilm  inspiré du premier volet, Avalon High : Un amour légendaire a été diffusé sur Disney Channel en février 2011.
1. Un amour légendaire (2007)
2. The Merlin Prophecy
3. The Go-Back

### Heather Wells
C'est l'histoire d'une ancienne star de la pop, retombé dans l'anonymat, Heather Wells, qui devient directrice adjointe dans une résidence universitaire de New-York après avoir tout perdu ; son argent,  volé par sa mère et son manager, son contrat de travail, son fiancé, qui l'a trompé avec la star montante de son label, et enfin, son logement. Le frère de son ex, le beau Cooper, qui est détective privé, l'a gentiment accueillie dans sa maison de Greenwich Village. Dans sa résidence se passent de nombreux et étranges meurtres à propos desquels elle enquête et risque sa vie avec l'aide de Cooper. Cette série mêle à la fois passion, amour et enquêtes policières.
1. Une (irrésistible) envie de sucré (Size 12 is not fat - 2007)
2. Une (irrésistible) envie d'aimer (Size 14 is not fat either - 2008)
3. Une (irrésistible) envie de dire oui (Big boned - 2009)
4. Ready to rock / Une (irrésistible) envie de vérité (Size 12 and ready to rock  - 2013)
5. Happy End ! / Une (irrésistible) envie de bonheur ( The Bride Wore Size 12 - 2014)

### Samantha
C'est l'histoire d'une jeune fille, Samantha, qui, un jour, sauve le président des États-Unis et gagne ainsi sa place en tant qu'ambassadrice de l'Organisation des Nations unies pour la jeunesse. En un rien de temps elle est devenue une héroïne malgré elle. Elle rencontre également là-bas le beau fils du président qui se trouve être dans le même cours de dessin qu'elle.
1. Samantha 15 ans, héroïne d'un jour (2005)
2. Samantha dans tous ses états (2006)

### Miss la Gaffe
Miss la Gaffe raconte l'histoire d'une jeune femme, Lizzie, passionnée de mode qui, au cours d'une désastreuse aventure romantique en Angleterre, se réfugie chez des amis en France où elle va rencontrer Luke avec lequel elle habitera dans les 2 tomes suivants à New-York. C'est dans cette ville qu'elle deviendra spécialiste dans les robes de mariées. 
1. Miss la gaffe ! (Queen of Babble) (2007)
2. Miss la gaffe à la grande ville (Queen of Babble in the Big City) (2007)
3. Miss la gaffe se marie (Queen of Babble Gets Hitched) (2009)

### Blonde
Cette série de livres raconte l'histoire d'Emerson Watts. Lors d'un spectacle avec sa sœur, elle a un accident mortel et meurt. Mais elle se retrouve soudain dans le corps d'une vedette et cherche un moyen d'informer son meilleur ami et de se sortir de ce pétrin.
- Blonde (2009)
- Toujours blonde (2009)
- Éternellement blonde (2012)

### Insatiable
Une scénariste, Meena Harper, tombe malgré elle amoureuse d'un vampire, Lucien Antonescu. Lui est le prince des ténèbres, le fils du plus grand tueur en série, celui qui a fait un pacte contre son âme pour devenir Dracula... Elle, depuis toute petite, peut deviner quand est-ce qu'une personne va mourir, elle peut dire où et quand cette personne mourra. Mais quand il s'agit de voir son avenir, il est totalement flou. 
1. Insatiable (2011)
2. Insatiable : Incisif  (2012)

### Abandon
1. Abandon (Abandon, 2011)
2. Les Enfers (Underworld, 2012)
3. L'Éveil (Awaken, janvier 2014)

### Autres romans pour adolescents
- Star incognito (2004) où une fille banale est chargée de cacher une star mondiale qui vient incognito dans son lycée ;
- Embrouilles à Manhattan (2006) ;
- Le jour où j'ai voulu devenir populaire (2006) où une fille trouve un drôle de livre pour devenir populaire ;
- Mariage en douce à l'italienne (2007) ;
- Mélissa et son voisin (2007), roman tout en mails ou une jeune femme tombe amoureuse du garçon de l'appartement d'en face ;
- Victoria et le Vaurien (2007), roman historique où une héroïne fiancée à un riche est confrontée à un marin impertinent ;
- Julia et le vicomte (2008), roman historique où une jeune fille promise à un vicomte se rend compte qu'il n'est pas si parfait que ça...
- Beaux mecs et sacs d'embrouilles (2008) où une allumeuse est confrontée à un ancien voisin de retour dans sa ville ;
- Jade - Un peu de magie et beaucoup d'amour (2008) où une jeune sorcière essaie de vivre son histoire d'amour malgré sa cousine machiavélique ;
- Nuits d'enfer au Paradis (en collaboration avec 4 autres auteurs, dont Stephenie Meyer et Michele Jaffe) (2008), recueil de nouvelles d'horreur ;
- Le Garçon d'en face (2013), roman épistolaire où une jeune New-Yorkaise tombe amoureuse de son voisin de palier.

### Allie Punchie
Cette série a ensuite été republiée sous le titre Le Carnet d'Allie.
C'est l'histoire d'une jeune fille qui va déménager dans un autre quartier car ses parents veulent retaper une vieille maison. Elle devra donc aller dans une nouvelle école. Là elle va se faire de nouvelles amies et avoir une nouvelle vie...
1. Le Déménagement (2009)
2. La Nouvelle École (2009)
3. Les Vraies Amies (2009)
4. La Pièce de théâtre (2009)
5. L'Anniversaire (2014)
6. La Sortie (2014)
7. Vacances à Paris (2016)
8. La colo (2017)
9. Demoiselle d'honneur (2021)

### Sous le nom de Patricia Cabot

#### Romances historiques
- Les Aventuriers des Bahamas (1999)
- L'Étoile de Jaïpur (1999)
- La Belle Scandaleuse (2000)